# Гросс, Бенедикт
Бенеди́кт Хайма́н Гро́сс (англ. Benedict Hyman Gross; род. 22 июня 1950) — американский математик, занимается изучением теории чисел и теоремой Гросса-Загье. Профессор Гарвардского университета, член Национальной АН США (2004) и Американского философского общества (2017).

## Биография
Окончил Оксфордский университет (магистр, 1971). В 1978 году защитил докторскую диссертацию под руководством Джона Тейты.
С 1985 года профессор Гарвардского университета, ныне именуемой (George Vasmer Leverett Professor of Mathematics), и с 2003 по 2007 год декан Гарвард-колледжа.
Бенедикт Гросс был консультантом научно-математического фильма  «Это мой поворот» 1980 года, в котором есть сцена с участием актрисы Джилл Клейберг.
Член Американской академии искусств и наук (1992) и фелло Американского математического общества (2012).
Гросс, Загье и Дориан Голдфельд были награждены премией Коула Американского математического общества в 1987 году за успешное изучение теории чисел.